# قباسرخ (حومة بيجار)
قباسرخ (بالفارسية: قباسرخ) هي قرية تقع في إيران في حومة. يقدر عدد سكانها بـ 130 نسمة بحسب إحصاء 2016.